# Comuna Suhovolea, Novohrad-Volînskîi
Suhovolea (în ucraineană Суховільська сільська рада) este o comună în raionul Novohrad-Volînskîi, regiunea Jîtomîr, Ucraina, formată din satele Partîzanske și Suhovolea (reședința).

## Demografie
Componența lingvistică a comunei Suhovolea
     Ucraineană (98,66%)
     Alte limbi (1,07%)
Conform recensământului din 2001, majoritatea populației comunei Suhovolea era vorbitoare de ucraineană (98,66%), existând în minoritate și vorbitori de alte limbi.